# Dasyatis ushiei
Dasyatis ushiei är en rockeart som först beskrevs av David Starr Jordan och Carl Leavitt Hubbs 1925. Dasyatis ushiei ingår i släktet Dasyatis och familjen spjutrockor. IUCN kategoriserar arten globalt som otillräckligt studerad. Inga underarter finns listade i Catalogue of Life.